# Barstable (hundred)
Barstable foi um hundred do Condado de Essex. Um certo número de paróquias da parte ocidental de Barstable estão agora em Thurrock.